# Small Island
Small Island é um telefilme britânico de drama lançado em 2009 pela rede BBC One. O filme é uma adaptação do romance homônimo escrito por Andrea Levy.

## Enredo
A história traz um romance épico entre dois casais. O primeiro é Gilbert (David Oyelowo) e Hortense (Naomie Harris), um jamaicanos que vivem no período da 2ª Guerra Mundial época em que lugares públicos ostentavam placas com dizeres: “Não é permitida a entrada de irlandeses, gente de cor ou cães”. Enquanto Gilbert é incapaz de dizer ou fazer a coisa certa, Hortense é uma jovem ambiciosa que sonha em se tornar inglesa. Eles irão se tornar inquilinos de Queenie (Ruth Wilson) e seu marido Bernard (Benedict Cumberbatch). Ela é filha de um açougueira e escapou da pobreza ao se casar com um banqueiro.

## Elenco
- Naomie Harris ... Hortense
- Hugh Quarshie ... Narrador
- Terence Frisch ... Taxi Driver
- Ruth Wilson ... Queenie
- David Oyelowo ... Gilbert
- Roger Sloman ... Mr. Todd
- Ashley Walters ... Michael
- Glen Campbell ... Mr. Philip Roberts
- Leonie Forbes ... Miss Jewel
- Rachel Pickup ... Mrs. Ryder
- Andrew Havill ... Mr. Ryder
- Teddy Price ... Pastor
- Avenia Powell ... A esposa do pastor
- Shaun Parkes ... Winston
- Denise Black ... Aunt Dorothy